# Star Trek: Voyager - The Arcade Game
Star Trek: Voyager - The Arcade Game est un jeu vidéo de tir au pistolet optique développé par Game Refuge et édité par Monarch Entertainment et Team Play, sorti en 2002 sur borne d'arcade. Il est adapté de la série Star Trek: Voyager

## Accueil
Le jeu a été présenté lors de l'AMOA International Show 2004.